# Kroksbäcksparken
Kroksbäcksparken is een wijk en park in het stadsdeel Väster van de Zweedse stad Malmö. Het park heeft een oppervlakte van 0,26 km² en ligt tussen de wijken Kroksbäck en Holma. Kroksbäcksparken werd aangelegd in de jaren 70 van de 20e eeuw.
In het noordelijke deel van het park zijn sportvelden te vinden. Het zuidelijke gebied is heuvelachtig, in het midden ligt een groenrijk gebied met weilanden en vijvers.

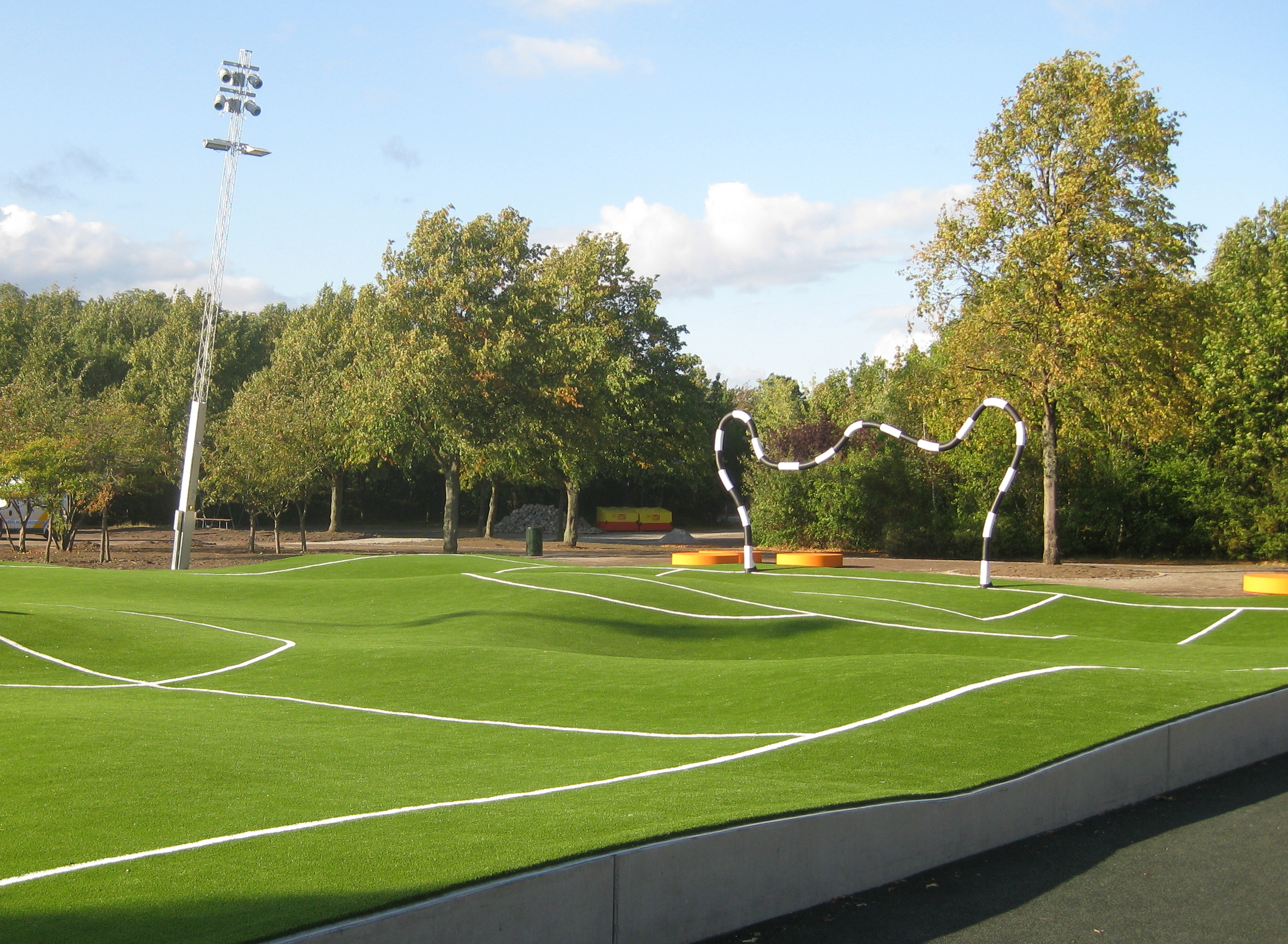
Voetbalveld